# Hebron
Hebron (arapski: الخليل, al-Ḫalīl, hebrejski: חֶבְרוֹן) najveći je grad na Zapadnoj obali sa 166 tisuća Palestinaca i preko 500 Izraelaca. Nalazi se 30 kilometara južno od Jeruzalema, na 930 metara nadmorske visine.
Smješten je na teritoriju Palestine i u biblijskoj regiji Judeji. Drugi je sveti grad u Židova poslije Jeruzalema. Stari grad Hebron karakterističan je po uskim zavojitim ulicama, kamenim katnicama i starim tržnicama. Najpoznatije povijesno nalazište je špilja Patrijarha.
Grad Hebron je u posljednjih osamdesetak godina bio pozornica brojnih krvavih sukoba Židova i Arapa.

## Povijest
Stari naziv Hebrona je Kirijat Arba. Hebron je bio grad - država na uzvisini, 30 kilometara južno od Jeruzalema, kojeg su naselili Kalebovci. Bio je Davidova prijestolnica prije zauzimanja Jeruzalema. Tu se Abšalom dao izabrati za kralja. Zbog njegova istaknuta položaja, Jeroboam je utvrdio Hebron (932. – 917. pr. Kr.), a Juda Makabejac ga je razorio oko 164 pr. Kr.
Špilja patrijarha, najznamenitiji spomenik u gradu, dijelom je iz srednjeg vijeka, a dijelom iz Herodovog vremena.
Etimološki gledano, ime "Hebron" potječe iz dvije riječi zapadno-semitskog govornog područja. Jedno od značenja riječi "Hebron" može biti savez, dok u arapskom jeziku al-Ḫalīl znači "Abraham prijatelj", što ukazuje da Bog odabire Abrahama za svog prijatelja.
Iako je mjesto sveto Židovima i kršćanima, muslimani ga također drže svetim zbog biblijskih referenci na Abrahama. Prema knjizi Postanka, Abraham je kupio špilju od Efrona Hetita te polje koje je okružuje, kako bi pokopao svoju ženu Saru. Poslije su Abraham, Izak, Rebeka, Jakov i Lea također pokopani u toj špilji. Zbog tog razloga Hebron se naziva i "grad Patrijarha" u judaizmu i jedan je od četiri sveta grada. Kroz povijest su u i oko špilje bile izgrađene crkve, sinagoge i džamije. U srednjovjekovnoj kršćanskoj tradiciji Hebron je bio jedan od triju gradova za koje se smatralo da je dom Marijine rođakinje Elizabete, majke Ivana Krstitelja i žene Zaharijine, a time i mjesto rođenja Ivana Krstitelja. Herod Veliki sagradio je zid koji i dan danas okružuje špilju Patrijarha.
Prije nego što je postao jedan od centara Judinog plemena i jedan od šest tradicionalnih gradova utočišta, Hebron je u početku bio kanaanski kraljevski grad. Biblija navodi razne kontradiktorne podatke o vlasnicima grada prije dolaska Izraelaca. Jedno je vrijeme Hebron pripadao Hetitima, a drugdje Kanaancima. Arheološka iskapanja otkrila su tragove snažnih utvrda iz ranog brončanog doba. Grad je bio uništen u velikom požaru i ponovno naseljen pri kraju srednjeg brončanog doba. Kralj David vladao je iz Hebrona više od sedam godina, u početku kao vazal Filistejaca i pomazan od Judejaca, dok postupno nije proširio vlast na šire područje osvajanjem Jeruzalema i ostataka Šaulovog kraljevstva. Nakon razaranja Prvog Hrama 587. pr. Kr., većina Židova je bila protjerana iz Hebrona, a njihovo mjesto zauzimaju Edomci, iako su neki Židovi živjeli u Hebronu nakon babilonskog sužanjstva.
Poslije vladavine Heroda Velikog Hebron postaje dio rimske provincije Judeje, kasnije preimenovan u Palestinu.
Bizantinci pretvaraju „Špilju patrijarha” u crkvu. God. 614. grad je okupirala perzijska vojska Hozroja II., no ubrzo se vratio Bizantu. God. 638. osvojili su ga Arapi muslimani, a od 1100. – 1187. godine njime vladaju križari. Od tada, sve do 1517., Hebron je bio u rukama Mameluka, kada ga osvajaju Osmanlije.
Poslije Prvog svjetskog rata pripada Palestini pod britanskoj upravi. Tijekom 1929. muslimanski ekstremisti izvršili su masakr lokalnog židovskog stanovništva. U masakru je stradalo 67 civila, a preostalo židovsko stanovništvo izbjeglo je iz grada. Od 1948. do 1967. godine, Hebron je okupirao Jordan, a nakon Šestodnevnog rata 1967., i izraelskog zauzimanja Hebrona, židovsko prisustvo u gradu je obnovljeno.
Početkom 1997. godine, u skladu s Hebronskom protokolu iz Osla (1995.) grad je podijeljen na dva sektora: H1 i H2. H1 sektor, što je oko 80% grada, ima populaciju od 120 tisuća Palestinaca i pod palestinskom je upravom. H2 sektor, u kojemu obitava 30 tisuća Palestinaca, ostaje pod kontrolom izraelske vojske koja štiti stanovnike židovske četvrti. Prijelaz iz sektora u sektor moguć je samo kroz jedan od 16 izraelskih kontrolnih točaka. U Hebronu često dolazi do oružanih sukoba između izraelske vojske, židovskih doseljenika i Arapa.

## Znamenitosti
Najvažnija povijesna znamenitost u Hebronu je Špilja patrijarha ili Špilja Machpelah (hebrejski: מערת המכפלה, ili Me'arat ha-Machpelah; arapski: الحرم الإبراهيمي, ili al-Haram al-Ibrahimi, tj. "Utočište Abrahamovo"). Mjesto je sveto za sve tri abrahamske religije: judaizam, kršćanstvo i islam. Prema Knjizi Postanka Abraham je kupio špilju i okolno polje kako bi u njemu sahranio suprugu Saru. Židovi vjeruju da su Abraham, Sara, Izak, Rebeka, Jakov i Lea zakopani u špilji (preostali matrijarh, Rahela je sahranjena odmah izvan Betlehema). Zbog toga Židovi grad nazivaju "Gradom Patrijarha," te ga drže za jedan od najsvetijih judaističkih gradova (zajedno s Jeruzalemom, Tiberijom i Tzfatom). Sama špilja je druga po svetosti u judaizmu, a crkve, sinagoge i džamije su nicale tijekom povijesti. Izakova dvorana je danas Džamija Ibrahimi, dok Abrahamova i Jakovljeva dvorana služe kao židovske sinagoge.
Hebron svoj izgled duguje uporabi lokalnog vapnenca tijekom mamelučkog razdoblja između 1250. i 1517. god. Iako je naknadno osmansko razdoblje (1517. – 1917.) označilo proširenje grada u okolna područja i donijelo brojne arhitektonske dodatke, osobito podizanje razine krovova kuća kako bi se osiguralo više katova, ukupna mamelučka morfologija grada je očuvana u hijerarhiji područja, četvrti koje se temelje na etničkim, vjerskim ili profesionalnim skupinama, i kuća sa sobama koje su organizirane prema sustavu oblika stabla. Zbog toga je stari grad Hebron/Al-Halil 2017. godine upisan na UNESCO-ov popis mjesta svjetske baštine u Aziji kao svjetska baština Palestine, na što je Izrael odmah najavio nove rezove u financiranju UN-a. Hebron je odmah upisan i na popis ugroženih mjesta svjetske baštine zbog otvorenih sukoba o svojatanju loklaiteta između Židova i Arapa.

## Obrazovanje
U Hebronu se nalaze Sveučilište u Hebronu i Politehničko Sveučilište Palestine.

## Vanjske poveznice
| Portal:Kršćanstvo | Portal: Kršćanstvo |

- Židovska zajednica Hebrona (engl.)

### Ostali projekti
|  | Zajednički poslužitelj ima još gradiva o temi Hebron |